# فیشینگ کریک (مریلند)
فیشینگ کریک (به انگلیسی: Fishing Creek) شهری در ایالت مریلند کشور ایالات متحده آمریکا است که جمعیت آن در سرشماری سال ۲۰۱۰ میلادی، ۱۶۳ نفر بوده‌است.